# Data News
Data News is een Belgisch tweemaandelijks ICT-vakblad, gericht op de IT-professionals, eindgebruikers en ICT-producenten en -dienstenleveranciers.
Het blad werd opgericht in 1979 en wordt sinds 2007 zowel in het Nederlands als in het Frans uitgegeven door Roularta Media Group. Aandachtsgebieden zijn nieuws, interviews, analyses, internationale IT-evenementen, enquêtes, gebruikersverhalen en vergelijkende producttests. De redactie is gevestigd in Evere. Hoofdredacteur is Kristof Van der Stadt.
De nieuwssite brengt dagelijks ICT-nieuws uit binnen- en buitenland. Data News organiseert daarnaast ook evenementen als de 'CIO of the Year', de 'ICT/Digital Project of the Year Contest' en 'She Goes ICT' (met de verkiezing van de ICT Woman of the Year en Young ICT Lady of the Year). Voorts organiseert Data News onder meer het gala 'Data News Awards of Excellence' en de jobbeurs 'Match IT'.